# Valorugby Emilia
Il Valorugby Emilia SSD è un club italiano di rugby a 15 con sede a Reggio Emilia.
Fondato nel 1945 come Sempre Avanti, assunse la denominazione di Rugby Reggio già nel 1948. Negli anni 1960 il club ebbe nuovo impulso sotto l'insegna della polisportiva U.S. La Torre; del 1970 l'acquisizione dell'effettiva autonomia come Società Sportiva Rugby Reggio. Divenuta associazione sportiva dilettantistica nei primi anni duemila, nel 2018 assunse la denominazione attuale con la nuova proprietà.

## Storia

### Gli inizi
Il rugby a Reggio Emilia nacque nel 1945, quando un gruppo di pionieri fondò la “Sempre Avanti”, che assunse la denominazione di “Rugby Reggio” già dal 1948. Dopo una decina di stagioni il gruppo si sciolse, ma per volontà di alcuni ex giocatori della prima ora, tra i quali Ovilio Montanari in primis, negli anni 1960 venne data vita ad una nuova Società che mosse i primi passi sotto l'insegna dell'Unione Sportiva La Torre, per poi acquisire l'effettiva autonomia negli anni 1970 con la denominazione di Società Sportiva Rugby Reggio.

### La prima volta in serie B
Dopo alcune stagioni, verso la metà degli anni 1970, il club ottenne la promozione in serie B, allora il secondo campionato nazionale, dopo essersi classificata al primo posto nel girone D della serie C 1973-74. Nella stagione 1980-81, dopo la retrocessione dell'anno precedente e sotto la guida tecnica di Gian Battista Castagnetti, la squadra si laureò campione d’Italia di serie C. Il campionato era suddiviso in sette gironi e le prime di ciascuno di essi si sarebbero poi incontrate nella fase a play-off. La finale che assegnava il titolo di campione d’Italia fu Reggio Emilia — Montebelluna, disputata allo stadio Mario Battaglini di Rovigo e vinta dagli emiliani con il punteggio di 4 a 3.

### Le stagioni di serie A
Nella stagione 1993-94, ancora con Gian Battista Castagnetti sulla panchina, la squadra ottenne la prima promozione dalla serie B alla A2, vincendo in finale a Pieve contro i veneti del Rugby Frassinelle guidati da Isidoro Quaglio. La stagione successiva, la prima in serie A2 nella storia del club, terminò con l'immediata retrocessione.
Nella stagione di serie B 2000-01 il Reggio Emilia ottenne la promozione in serie A, alla quale partecipa per le tre successive stagioni 2001-02, 2002-03 e 2003-04, con la denominazione di Majorca Rugby Reggio per ragioni di sponsorizzazione. Nell'estate 2004, a causa di una crisi societaria, il club rinunciò all'iscrizione in serie A ripartendo dalla serie C. Grazie a due promozioni consecutive, nel 2006-07 l'Exagerate Rugby Reggio partecipò nuovamente al campionato di serie A, per poi essere ancora retrocessa in B due anni più tardi, prima di una nuova promozione in serie A2 al termine della stagione 2009-10, sotto la denominazione di Cosmo Haus Rugby Reggio.

### L'Eccellenza, la prima divisione
Nel 2010-11, in serie A2 da neopromossa, la formazione della Cosmo Haus, title sponsor del cub, mantenne l'imbattibilità nelle gare casalinghe della stagione regolare conquistando con cinque giornate di anticipo la promozione in serie A1. Durante i play-off 2010-11 per la promozione in Eccellenza, il Rugby Reggio uscì sconfitto dalle semifinali contro Calvisano ma, vista la decisione maturata all'interno del GranDucato di non prendere parte all'Eccellenza per la stagione sportiva 2011-12, il Reggio Emilia, acquistando il titolo sportivo da quest'ultimo, ebbe il diritto di parteciparvi al suo posto.
Nella stagione 2011-12, la prima di massima divisione nella storia della Società, il club si aggiudicò entrambi i derby contro i Crociati di Parma e altre partite con L’Aquila, San Gregorio e S.S. Lazio; queste vittorie portarono al raggiungimento della salvezza matematica alla penultima giornata di campionato. Nel Trofeo Eccellenza il Reggio conquistò una vittoria storica: la prima contro il Calvisano, poi vincitore sia dello scudetto sia del Trofeo Eccellenza, sconfitto tra le mura amiche della Canalina per 15-10. Nella stagione successiva il Rugby Reggio raggiunse nuovamente la salvezza, classificandosi al 10º posto davanti a Crociati e L’Aquila con diverse giornate d'anticipo. Nel 2013-14 la squadra si classificò nuovamente decima, penultima, venendo retrocessa in serie A a causa dell'aumento del numero delle retrocessioni da una a due squadre.
Nella stagione 2014-15 i Diavoli parteciparono al campionato italiano di serie A; la prima squadra fu nota come Conad Reggio per ragioni di sponsorizzazione legate allo sponsor principale Conad. Nella stagione successiva, dopo aver vinto quasi tutte le gare di campionato, la squadra si aggiudicò anche le semifinali play-off contro la Capitolina, centrando la promozione in Eccellenza e l'accesso alla finale per il titolo. Il 22 maggio 2016, allo stadio Luigi Zaffanella di Viadana, il Conad Reggio guidato da Roberto Manghi si laureò campione d’Italia di serie A, superando in finale il Pro Recco col punteggio netto di 33-5.
Dalla stagione 2016-17 la squadra fece il suo ritorno in prima divisione dopo due anni di assenza, grazie alla promozione conquistata sul campo l'anno precedente, classificandosi al 7º posto sia nel 2017 sia nel 2018.

### Il Valorugby Emilia
Nel luglio del 2018 un nuovo assetto societario subentrò ai cinquant'anni di storia della vecchia gestione del presidente Giorgio Bergonzi; la neonata Valorugby Emilia si pose di portare avanti il testimone dell'ex presidente con l'obiettivo di rilanciare il club con un progetto solido che guardi al futuro del club stesso, ma soprattutto a quello dei giovani e della loro valorizzazione, tenendo insieme crescita umana e risultati sportivi, mettendo in luce il valore sociale che il rugby ha per il territorio. Al timone della nuova Società gli esponenti di due importanti realtà imprenditoriali emiliane, Elettric80 e BEMA, aziende con sede a Viano specializzate nel campo dell'automazione integrata; il nuovo presidente è Enrico Grassi, imprenditore emiliano patron delle due società.
Nel 2018-19, stagione d'esordio della nuova Società, la squadra approdò per la prima volta alle semifinali scudetto dopo il 4º posto della stagione regolare, uscendo sconfitta dal doppio confronto con Calvisano. In Coppa Italia, il Valorugby si classificò al primo posto nel girone 2, qualificandosi per la finale. Il 30 marzo, allo stadio Sergio Lanfranchi di Parma, si aggiudicò il titolo contro il Valsugana imponendosi per 32 a 10 grazie alle mete di Gennari, Amenta e Fusco e ai piazzati di Gennari.

## Cronistoria
| Cronistoria del Valorugby Emilia |
| --- |
| - 1945 · Fondazione della società sportiva Sempre Avanti - 1946-47 · serie B - 1947-48 · Prima Divisione - 1948 · Assunzione della denominazione Rugby Reggio - 1948-49 · Promozione - 1949-50 · Promozione - 1950-51 · Promozione - 1951-52 · girone D serie C - 1952-53 · 3º girone D serie C - 1953-54 · 4º girone D serie C - 1954-55 · serie C - 1955-56 · Promozione - 1956-57 · Promozione - 1957-58 · Promozione - 1958-59 · Promozione - 1959-60 · Promozione - 1960 · Scioglimento del club; nascita della sezione rugby nella polisportiva La Torre - 1960-61 · Promozione - 1961-62 · serie C - 1962-63 · girone D serie C - 1963-64 · girone D serie C - 1964-65 · girone E serie C - 1965-66 · girone A serie C - 1966-67 · girone E serie C - 1967-68 · 1º girone C serie C Sconfitta finale promozione - 1968-69 · 3º girone D serie C - 1969-70 · 5º girone D serie C - 1970 · Istituzione della società sportiva autonoma Rugby Reggio - 1970-71 · 1º girone D serie C Sconfitta finale promozione - 1971-72 · 5º girone C serie C - 1972-73 · 4º girone C serie C - 1973-74 · 1º girone D serie C 1º girone promozione promozione in serie B - 1974-75 · 6º girone B serie B - 1975-76 · 7º girone A serie B - 1976-77 · 8º girone A serie B - 1977-78 · 9º girone A serie B - 1978-79 · 6º girone B serie B - 1979-80 · 8º girone B serie B retrocessione in serie C - 1980-81 · 1º girone E serie C promozione in serie B - 1981-82 · 3º girone E serie B 5º girone C salvezza retrocessione in serie C1 - 1982-83 · 3º girone C serie C1 - 1983-84 · 3º girone D serie C1 - 1984-85 · 2º girone C serie C1 finale promozione - 1985-86 · 1º girone C serie C1 promozione in serie B - 1986-87 · 1º girone C serie B; 2º girone B promozione - 1987-88 · 6º girone B serie B - 1988-89 · 9º girone A serie B - 1989-90 · 12º girone B serie B retrocessione in serie C1 - 1990-91 · 5º girone D serie C1 - 1991-92 · 1º girone A serie C1 promozione in serie B - 1992-93 · 3º girone A serie B - 1993-94 · 2º girone A serie B promozione in serie A2 - 1994-95 · 4º girone D serie A2 5º girone B salvezza retrocessione in serie B - 1995-96 · 2º girone A serie B - 1996-97 · 7º girone A serie B - 1997-98 · 6º girone A serie B - 1998-99 · 2º girone A serie B - 1999-2000 · 4º girone A serie B - 2000-01 · 1º girone A serie B promozione in serie A - 2001-02 · 5ª serie A - 2002-03 · 5ª serie A - 2003-04 · 4º girone A serie A - 2004 · Rinuncia alla serie A; riassegnazione alla serie C - 2004-05 · 1º girone Emilia serie C promozione in serie B - 2005-06 · 2º girone B serie B promozione in serie A - 2006-07 · 10º girone A serie A - 2007-08 · 10ª serie A2 retrocessione in serie B - 2008-09 · 2º girone B serie B Sconfitta play-off promozione - 2009-10 · 3º girone B serie B promozione in serie A2 - 2010-11 · 1ª serie A2 - 2010 · Acquisizione del titolo sportivo del GranDucato; iscrizione in Eccellenza - 2011-12 · 7ª Eccellenza - 2012-13 · 10ª Eccellenza - 2013-14 · 10ª Eccellenza retrocessione in serie A - 2014-15 · 1º girone 1 serie A 4º girone A promozione - 2015-16 · 1º girone 2 serie A Campione d’Italia di serie A (1º titolo) promozione in Eccellenza - 2016-17 · 7ª Eccellenza - 2017-18 · 7ª Eccellenza - 2018 · Nuovo assetto societario sotto la denominazione Valorugby Emilia - 2018-19 · 4º TOP12 Sconfitta semifinale play-off Coppa Italia (1º titolo) - 2019-20 · n/a - 2020-21 · 4º TOP10 Sconfitta semifinale play-off - 2021-22 · 3º TOP10 Sconfitta semifinale play-off - 2022-23 · 3º TOP10 Sconfitta semifinale play-off - 2023-24 · 3º Serie A Élite Sconfitta semifinale play-off - 2024-25 · 4º Serie A Élite Sconfitta semifinale play-off |

## Colori e simboli
I colori sociali del club sono storicamente il rosso ed il nero, solitamente disposti a righe orizzontali alterne sulle prime uniformi. Tuttavia, recentemente, il nuovo assetto societario del Valorugby ha progressivamente abbracciato il bianco ed il granata, diventati predominanti sulle divise da gioco; il granata in particolare è il colore proprio della società calcistica cittadina e storicamente simbolo di tutto lo sport reggiano.
Nel 2010 la precedente società Rugby Reggio ASD cambiò lo stemma del club inserendovi all'interno un diavoletto stilizzato; ad accompagnarlo, uno slogan pubblicitario pensato per la campagna abbonamenti: «Chi sostiene i diavoli del Rugby Reggio si merita il paradiso!». Il simbolo nel nuovo logo, rivisitato nel 2018 dal Valorugby Emilia SSD, diventò presto il soprannome dei giocatori della squadra, comunemente conosciuti come Diavoli.

## Strutture
Lo stadio Mirabello è l'impianto sportivo utilizzato per ospitare le gare interne della prima squadra senior del club. Utilizzato già nei primi anni 2000 durante la militanza nel campionato di serie A, rimase casa del rugby anche dopo la rinuncia alla serie cadetta e la conseguente iscrizione al campionato di serie C, la quarta divisione nazionale, fino alla stagione sportiva 2007-08.
Terminata la costruzione della tribuna che si affaccia sul campo principale di via Assalini, dal biennio 2008-09 il Rugby Reggio tornò a gareggiare nell'antica sede nella zona della Canalina.
Nella stagione 2011-12, che sancì l'esordio nella massima divisione del campionato italiano di rugby, la società riprese a disputare allo stadio alcune partite di rilievo e, dal dicembre 2016, il rugby ritornò definitivamente a calcare in pianta stabile il prato del Mirabello.
Il centro di allenamento del club è situato in via Antonio Assalini, nel quartiere Migliolungo (zona della Canalina); l'impianto è dotato di due campi sportivi: il campo A in erba naturale di dimensioni 120 × 60 m ed il campo B in sintetico (93 × 48 m). Il campo A, utilizzato come impianto alternativo per gli incontri casalinghi della prima formazione, è provvisto di illuminazione artificiale e di una tribuna laterale sul lato ovest con una capienza totale di 607 posti a sedere.

## Settore giovanile
Il settore juniores del club emiliano è gestito dal Valorugby Emilia SSD, la medesima Società della prima formazione senior, alla quale fanno capo anche le categorie Under-15, Under-17 ed Under-19.
Il Valorugby Young ASD è invece la Società responsabile del mini rugby, formazioni dall'Under-5 all'Under-13, attualmente presieduta da Massimo Mussini.

## Palmarès
- Coppe Italia: 1
2018-19

## Stagioni sportive
Le stagioni sportive del club si riferiscono ai soli campionati maggiori professionistici di Lega.

## Giocatori di rilievo
Tra i giocatori selezionati nelle rispettive nazionali maggiori durante il periodo di militanza nella prima squadra della Società emiliana, figurano: Matteo Dell'Acqua (Brasile) e Gonzalo Jesús García (Argentina); Cristian Bezzi, Luca Bigi, David Odiete e Daniele Rimpelli sono, invece, i quattro giocatori reggiani di maggiore rilievo internazionale cresciti nel vivaio del club.
Fra gli altri giocatori di maggiore importanza internazionale che hanno vestito le divise del club reggiano, si annoverano: Dario Chistolini, Javier Díaz (Argentina), Carlo Festuccia, Roberto Mandelli, Antonio Mannato, Silao Leaega, Viliami Vaki, Roland Suniula.